# A Esperança Está Onde Menos Se Espera
A Esperança Está Onde Menos se Espera é um filme português de 2009, realizado por Joaquim Leitão. Tem como actores principais Virgílio Castelo, Ana Padrão e Carlos Nunes. Foi produzido por Tino Navarro e, escrito por Manuel Arouca.
Estreou nas salas de cinema portuguesas no dia 17 de setembro de 2009.

## Sinopse
Lourenço Figueiredo (Carlos Nunes) é um jovem adolescente, de 15 anos de idade, como todos os outros. Estuda, convive com os amigos, faz parte de uma banda musical e, tem os problemas normais da "idade do armário". O pai, Francisco Figueiredo (Virgílio Castelo) é um reputado treinador de futebol em topo de carreira, o que lhe permite proporcionar à família, a esposa, Helena Figueiredo (Ana Padrão) e, ao filho, Lourenço, um nível de vida acima da média. Vivem numa moradia de luxo, em Cascais e, Lourenço estuda num dos colégios mais prestigiados de Portugal, sendo também um dos melhores alunos deste.
Porém nesse ano, quando o clube treinado por Francisco, após ganhar todas as competições até então, perde na final da Taça de Portugal, o presidente deste (Cândido Ferreira) decide despedir Francisco, pois o jogo estava viciado para que a equipa treinada por Francisco ganhasse e, este conseguira que uma falta injusta para a equipa adversária não favorecesse a sua equipa, truque que traria a vitória mais facilmente. Com medo que Francisco passasse a saber demasiado sobre os esquemas fraudulentos dos grandes clubes, estes não o querem contratar, por precaução. Francisco está desempregado.
Francisco entra em desespero, pois sendo este a única fonte de rendimentos da família, se vê numa situação de crise nunca antes vista. A primeira decisão que este toma é, a de colocar Lourenço a estudar numa escola oficial, mesmo após o director do colégio abrir excepção e, Lourenço poder contuinuar a estudar no colégio mesmo sem pagar.
A única escola oficial com vaga para a transferência situava-se perto dum dos bairros mais problemáticos dos arredores de Lisboa e, a maioria dos seus alunos provinha desse mesmo bairro. No primeiro dia de aulas na escola nova, Lourenço é alvo de bullying por saltar à vista que provinha de um meio completamente diferente. Inclusive à saída da escola é assaltado, ficando sem telemóvel, relógio e sapatos, tudo de marca. Porém, um dos membros dum perigoso gang do bairro, Mané (José Carlos Cardoso) aceita-o bem.
Helena, mãe de Lourenço, não conformada com o novo ambiente em que o filho está inserido, tenta por tudo conseguir um emprego para, eventualmente, poder a vir a sustentar os estudos do filho, enquanto o marido não tem trabalho. Mas, pela sua inexpriência profissional e, baixas qualificações académicas, os únicos empregos compatíveis não dariam nem de perto nem de longe para colocar a família na situação financeira que se encontrava antes.
Após Helena contar a situação à sua melhor amiga, esta convence-a a emigrar com ela para Angola, pois aí poderiam conseguir ambas bom emprego. Helena aceita, dizendo a Francisco que se vai embora, acusando-o de irresponsável e, que quando juntasse uma boa quatia, regressaria e, recomeçaria uma vida nova com o filho, a sós.
Lourenço e Francisco passam a viver sozinhos e, as dificuldades financeiras cada vez apertam mais. Francisco vende o seu carro para poder aguentar nos tempos mais próximos mas, não dará para muito tempo. Entretanto Lourenço vai-se adaptando ao ambiente da nova escola e, vai travando uma grande amizade com Mané o que, vai fazendo com que seja aos poucos, bem aceite na comunidade do bairro.
Francisco, no desespero, acaba por aceitar um lugar de empregado de mesa num restaurante de luxo perto de casa, onde costumava almoçar frequentemente em trabalho. Porém, no primeiro dia de trabalho depara-se com um almoço do presidente do clube onde estava e, o director desportivo deste (Júlio César). Não conseguindo conter a raiva com que tinha ficado a estes e, ao ser provocado pelos mesmos, agride-os física e, verbalmente. O dono do restaurante, Marinho (Nuno Homem de Sá), despede-o pois acabara de perder dois dos seus melhores clientes.
Para poder continuar a sustentar o filho, Francisco vende quase todos os valores que tinha em casa, ficando apenas com o mínimo. Entretanto, um aviso das Finanças chega, dizendo que, por atraso do pagamento das prestações da casa, Francisco poderá perder o direito à mesma. Francisco agora passa os dias a ver filmagens que fizera quando Lourenço era pequeno e, o ensinara a jogar à bola. Da primeira vez que viu tais imagens, sofre um colapso, ficando desorientado e sem conseguir falar.
Lourenço está cada vez mais inserido no meio do bairro onde se situa a escola. Inclusive afasta-se dos seus antigos amigos. Aos poucos vai-se aproximando de Kátia (Alcídia Vaz), irmã de Mané. Numa noite em que Lourenço sai à noite com Kátia, Mané e, mais dois membros da comunidade, encontra numa discoteca os seus antigos amigos. Lourenço prefere estar com os novos amigos e, como ambos os grupos não se entendem, disputam se em rixa em plena discoteca. Lourenço coloca-se do lado dos novos amigos.
Nessa noite, regressando ao bairro, a PSP aí realiza uma rusga. Lourenço e Kátia conseguem fugir, tendo se abrigado num esconderijo perto do bairro que Kátia conhecia. Os dois dão o primeiro beijo e começam a namorar. Lourenço desabafa com Kátia sobre o problema do pai e, esta não fica indiferente. Helena, mãe de Lourenço, informa que dentro em breve regressará para dar ao filho a vida que lhe prometera; porém, este recusa, dizendo que gosta bastante do novo meio onde está inserido.
Entretanto é dada a ordem de despejo de Francisco e, consequentmente Lourenço, da moradia de Cascais, por incumprimento do empréstimo. A única alternativa será Francisco e Lourenço irem viver para a casa de Mané e Kátia no bairro social. Francisco é bem recebido pela comunidade e, vai dar um passeio com o filho para conhecer o bairro. Nesse passeio Francisco recupera a fala. Inclusive decide criar um projecto social para a integração dos jovens do bairro, através da formação de uma equipa de futebol com os mesmos. A equipa ganha notoriedade e, Francisco é convidado de novo para treinar um grande clube. Este recusa, dizendo que onde está se sente muito bem e que, aquele também é o seu meio.

## Enquadramento social
Este filme trata-se de um drama social, bem ao estilo de Joaquim Leitão, que procura apresentar a sua visão das realidades sociais tais como a homossexualidade, o celibato clerical e, até, neste caso, a corrupção no futebol, entre outros, através do cinema. Este filme é uma visão sobre a sociedade portuguesa e, de como os seus contrastes extremos, a "alta classe" e, a "baixa classe" por vezes obrigatoriamente se complementam. Aquí podem ser encontrados paralelismos ao estilo norte-americano do "submundo", conceito actualmente bastante explorado no cinema europeu e, no cinema brasileiro.
Além de retratar o problema das classes sociais, o filme retrata também o problema do casamento interracial, tal como fizera o análogo filme português Zona J, de outra perspectiva.

## Crítica
- "O que mais espanta não é que o filme seja mau, é o desnorte que ele materializa na carreira de um cineasta que já demonstrou ser capaz de infinitamente melhor." Jorge Leitão de Ramos no jornal Expresso.[1]